# St. Nikolaus (Oberthürheim)

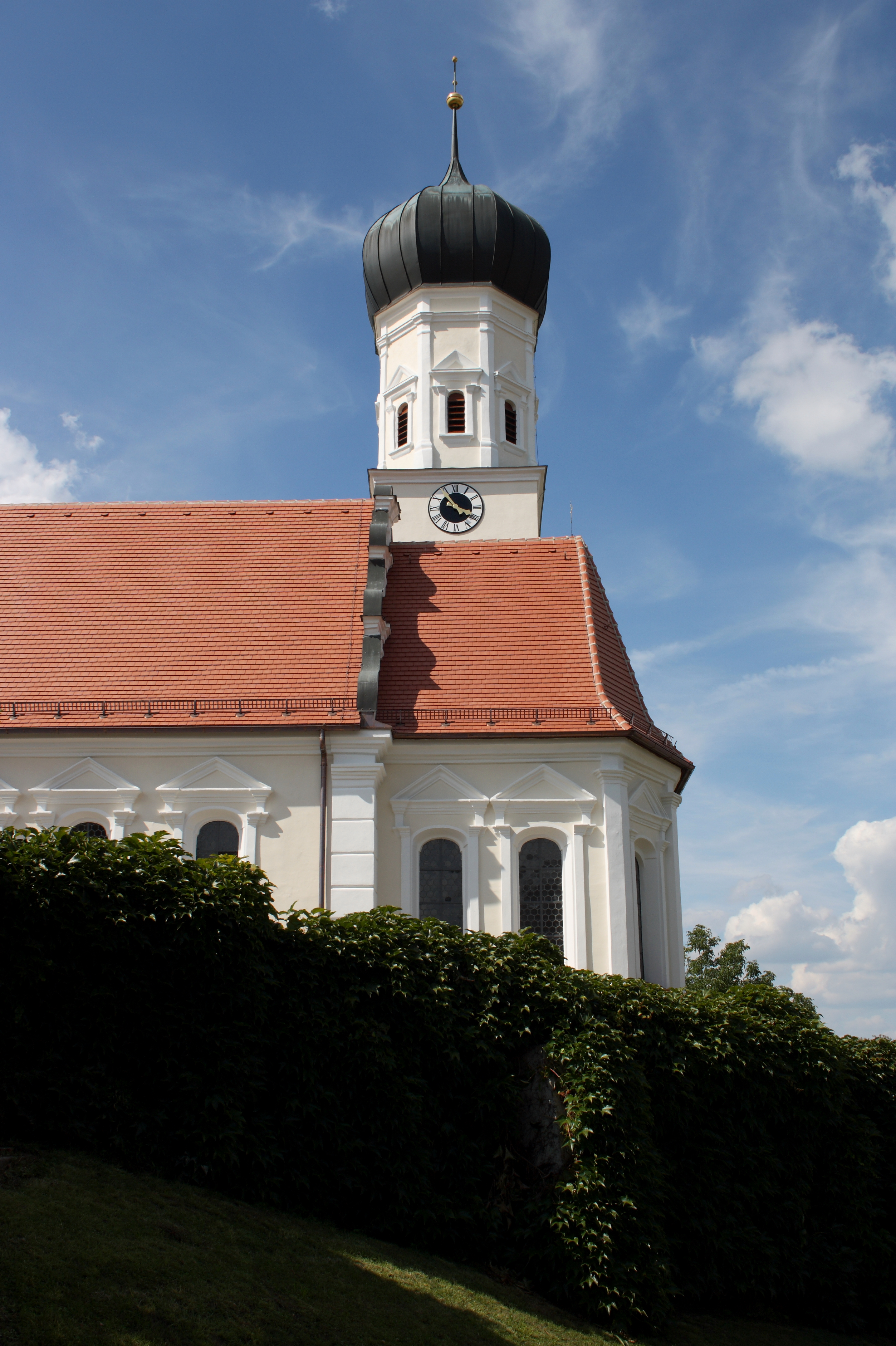
St. Nikolaus in Oberthürheim

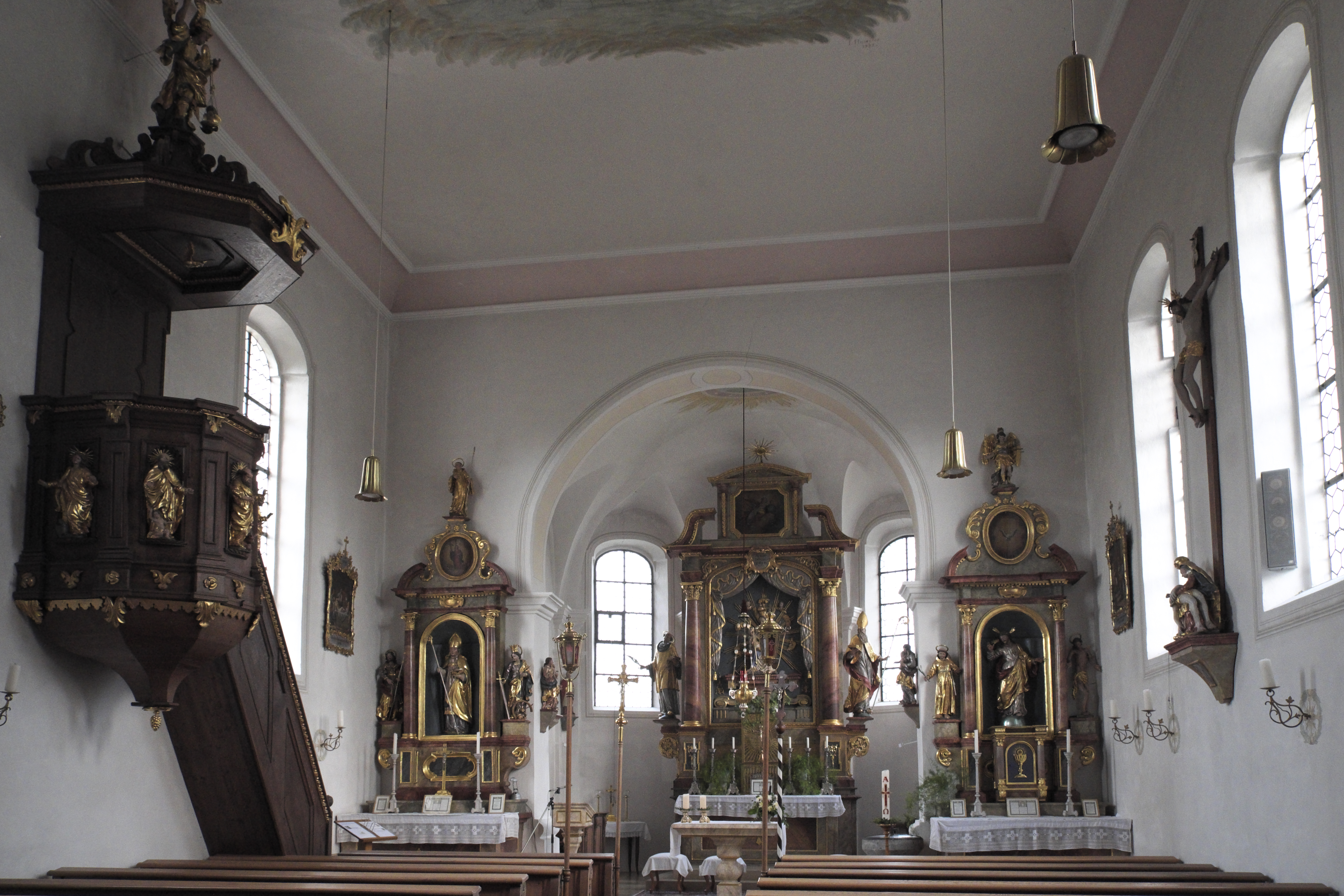
Innenraum

Die römisch-katholische Pfarrkirche St. Nikolaus steht in Oberthürheim, einem Gemeindeteil von Buttenwiesen im schwäbischen Landkreis Dillingen an der Donau von Bayern. Das Bauwerk ist in der Liste der Baudenkmäler in Buttenwiesen als Baudenkmal unter der Nr. D-7-73-122-25 eingetragen. Die Pfarrei gehört zum Dekanat Dillingen des Bistums Augsburg.

## Beschreibung
Die Saalkirche wurde am Ende des 17. Jahrhunderts erbaut. Sie besteht aus einem Langhaus, das an den Schmalseiten mit Schweifgiebeln versehen ist, einem eingezogenen, dreiseitig geschlossenen Chor im Osten und einem Chorflankenturm auf quadratischem Grundriss an dessen Nordwand, der mit einem Geschoss mit Pilastern an den acht Ecken, das den Glockenstuhl mit drei Kirchenglocken beherbergt, aufgestockt und mit einer Zwiebelhaube bedeckt wurde. Die Turmuhr befindet sich im obersten quadratischen Geschoss. Der Innenraum des Langhauses ist mit einer Flachdecke überspannt, der des Chors mit einem Stichkappengewölbe. Die Fresken im Langhaus hat 1932 Jakob Huwyler II. gestaltet. Der Hochaltar mit der Mondsichelmadonna wurde am Anfang des 18. Jahrhunderts gebaut. Er wird flankiert von den Statuen des Stephanus und des Nikolaus von Myra. Der um 1720 entstandene Kreuzweg stammt aus dem Kloster Fultenbach.